# Wehnde

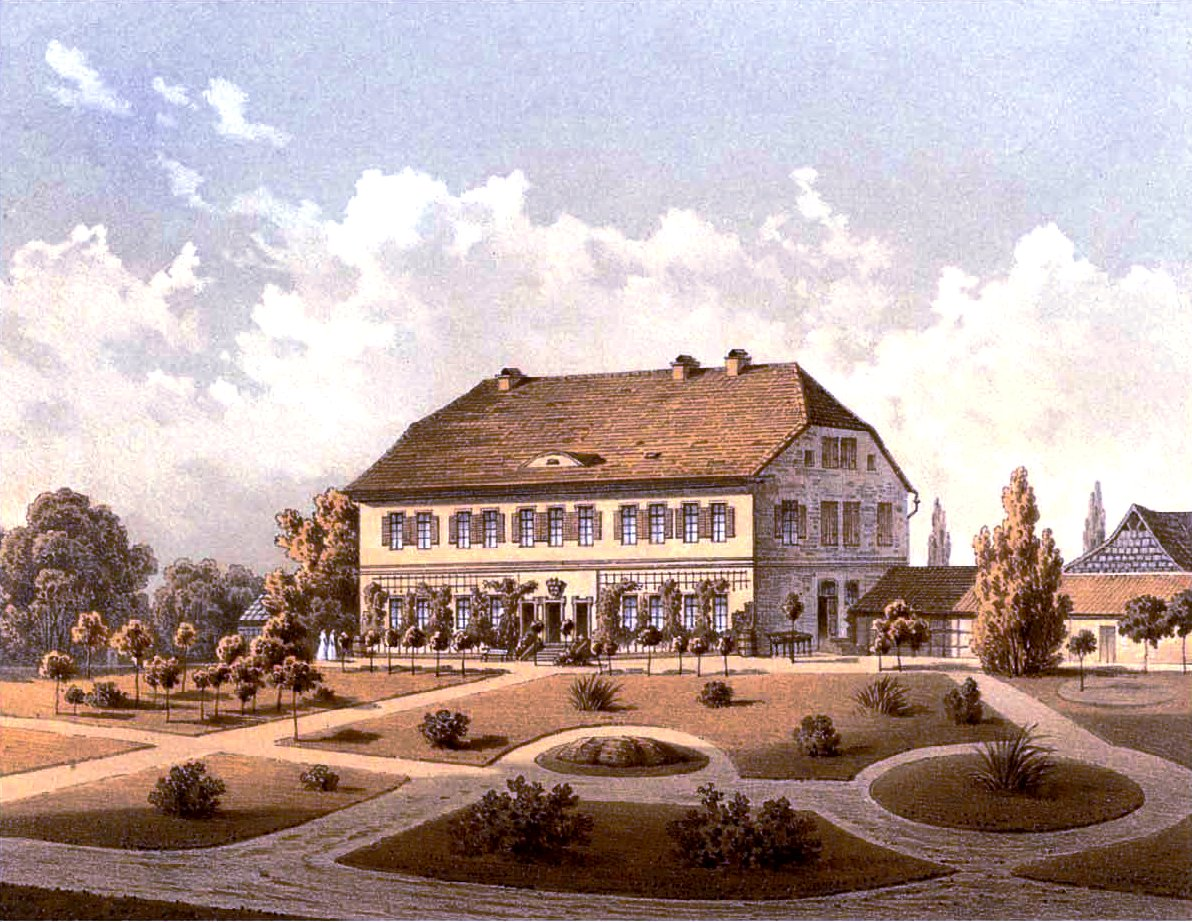
House Wehnde, around 1860, Edition by Alexander Duncker

Wehnde is een gemeente in de Duitse deelstaat Thüringen, en maakt deel uit van de Landkreis Eichsfeld.
Wehnde telt 371 inwoners.